# Список политических партий Великобритании

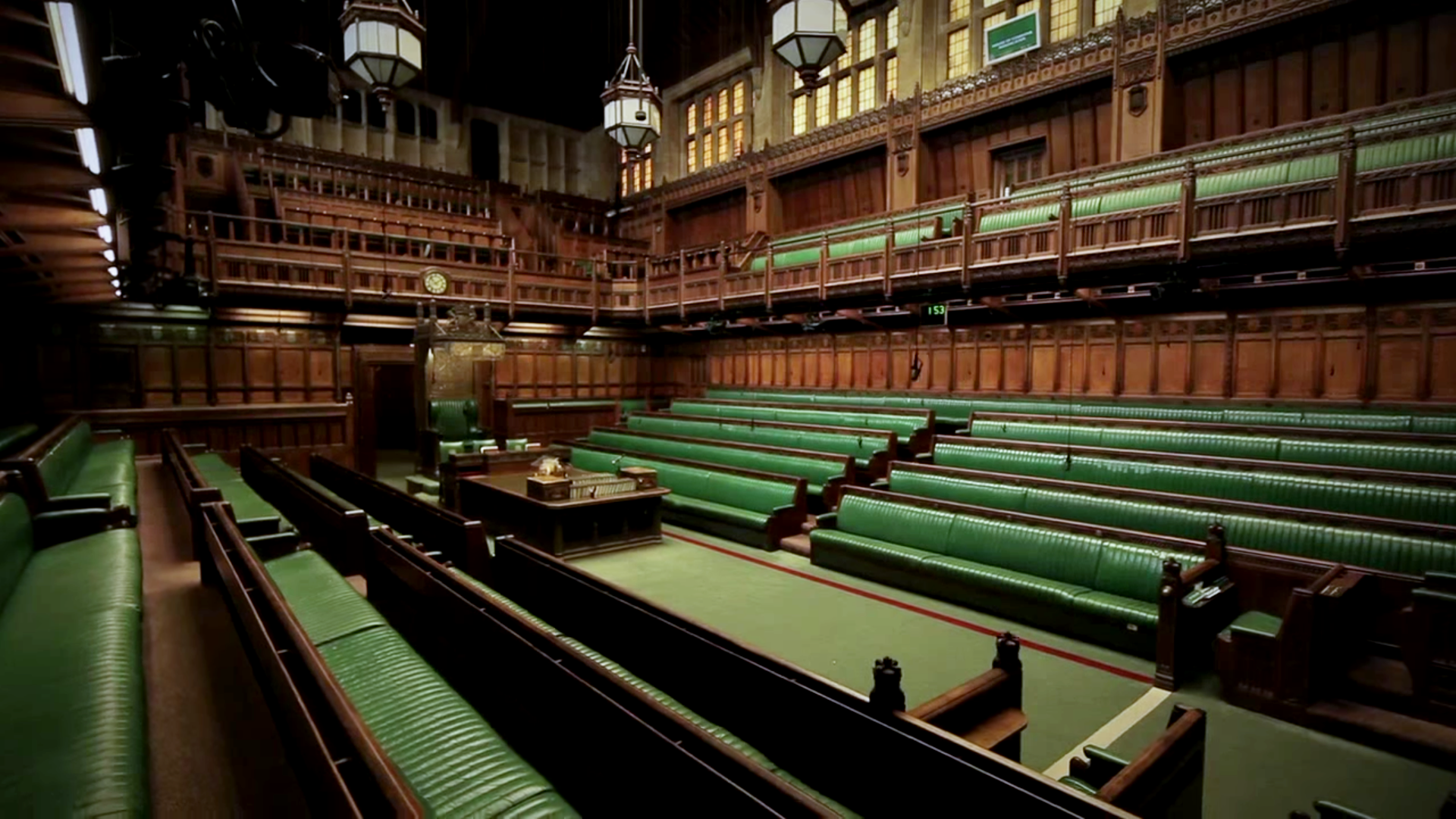
Зал заседаний Палаты общин, нижней палаты британского парламента.

Политические партии Соединённого королевства Великобритании и Северной Ирландии играют важную роль в политической системе и жизни страны. Традиционно с начала XVIII века для Великобритании характерна двухпартийная система, когда в политике доминируют две большие партии.
Традиционно политические партии в Великобритании были частными организациями, не имеющими официального признания со стороны государства. Обязательная регистрация политических партий была введена только в 1998 году. Регистрацией политических партий и ведением реестров партий в Великобритании и Северной Ирландии занимается Избирательная комиссия. Реестр содержит сведения о политических партиях, зарегистрированных для участия в выборах в Великобритании, включая их зарегистрированное название. Согласно действующему избирательному законодательству, включая Акт о регистрации политических партий 1998 года, Акт о проведении выборов 2006 года и Акт о политических партиях, выборах и референдумах 2000 года, кандидаты, желающие участвовать в выборах, могут использовать в избирательных бюллетенях только названия зарегистрированных партий. Кандидаты, не принадлежащие к зарегистрированной партии, могут использовать наименование «независимый» или не указывать его вовсе. По состоянию на 26 июля 2024 года Избирательная комиссия зарегистрировала 390 политических партий в Великобритании и Северной Ирландии.
Избирательная система Великобритании, основанная на системе относительного большинства с одним победителем, ставит небольшие партии в невыгодное положение на выборах национального уровня. Однако она может позволить партиям с высокой концентрацией сторонников в странах, входящих в состав Соединённого Королевства, добиться успеха. Широкий резонанс вызвали выборы 2015 года, когда Партия независимости Великобритании (UKIP) и Зелёная партия Англии и Уэльса получили в общей сложности почти 5 миллионов голосов (12,6 % от общего числа голосов за UKIP и 3,8 % за Зелёных), но получили лишь по одному месту в Палате общин. После этих выборов Партия независимости Соединенного Королевства, Либеральные демократы, Шотландская национальная партия, Партия Уэльса и Зелёная партия Англии и Уэльса совместно со своими шотландскими и североирландскими филиалами направили на Даунинг-стрит петицию, подписанную 477 000 человек[7], с требованием реформы избирательной системы.
С 1997 года пропорциональная система голосования была принята для выборов в Шотландский парламент, Сенедд (парламент Уэльса), Ассамблею Северной Ирландии, Лондонскую ассамблею и (до Brexit в 2020 году) на выборах в Европейский парламент от Великобритании. На выборах в эти органы успеха добивались не только консерваторы и лейбористы, но и другие партии.
Численность членов политических партий в Великобритании сокращается с 1950-х годов. Так, в начале 1950-х годов консерваторы по собственным данным насчитывали 2,9 миллионах членов, а лейбористы — более 1 миллиона, а в 2008 году в Консервативной насчитывалось около 250 000 членов, в Лейбористской — 166 000. Всего с 1983 года по 2005 год общая численность членов трёх ведущих британских партий сократилась более чем на 65 %: с 4 % электората до 1,3 %.

## Крупные общенациональные партии
- Консервативная партия;
- Лейбористская партия;
- Либеральные демократы.

## Представлены в парламенте
- Консервативная партия Великобритании

Основана в 1870 г. на базе партии тори. Насчитывает 180 тыс. членов (июль 2019 г.). Высший орган партии — ежегодная конференция. Издаются ежемесячный журнал «Консерватив Ньюс» («Консервативные новости»), журнал «Политикс Тудей» («Политика сегодня»).
- Лейбористская партия Великобритании

Основана в 1900 г. Выступает за создание динамичной экономики, служащей интересам общества, с сильными частным и государственными секторами, за общество равных возможностей, за демократию, гарантирующей основные гражданские права и за охрану окружающей среды. Насчитывает 485 тыс. индивидуальных членов (июль 2019 г.), на правах коллективного членства в партию входят профсоюзы и кооперативные организации. Высший орган партии — ежегодная конференция. Оперативное руководство осуществляет Национальный исполком (25 человек).
- Шотландская национальная партия

Основана в 1934 г. Третья по численности партия Великобритании. Насчитывает 125.534 членов (декабрь 2018 г.). Высший орган — Национальный совет, заседающий 4 раза в год. Выступает за предоставление независимости Шотландии и членство страны в ЕС.
- Либерально-демократическая партия

Образована в январе 1988 г. в результате слияния Либеральной партии (основана в 1859 г.) и Социал-демократической партии (основана в 1981 г.). До октября 1989 г. называлась Социал-либеральные демократы. Число членов партии в августе 2019 г. составляло 115 тысяч человек.
- Демократическая юнионистская партия

Юнионистская, национал-консервативная, социал-консервативная и евроскептическая партия, выступающая за сохранение Северной Ирландии в составе Соединённого Королевства.
- Шинн Фейн (не участвуют в работе Палаты общин)

Ирландская республиканская партия, программные установки которой ориентированы на демократический социализм. Активна как в Северной Ирландии, так и в Республике Ирландия. Представители «Шинн Фейн» по идейным соображениям не занимают выигранных мест в Палате общин Соединённого Королевства.
- Плайд Камри — Партия Уэльса

Основана в 1925 г. Партия валлийских националистов. Насчитывает 10 тыс. членов (1993 г.). Выступает за предоставление самоуправления Уэльсу. Высший орган партии — ежегодная конференция. Печатный орган — ежемесячный журнал «Уэлш Нейшн» («Валлийская нация») на английском и валлийском языках.
- Социал-демократическая и лейбористская партия

Социал-демократическая, республиканская, прогрессивно-националистическая и проевропейская партия в Северной Ирландии. В отличие от представителей «Шинн Фейн», члены СДЛП в случае избрания в британский парламент принимают участие в работе Палаты общин
- Альянс (Северная Ирландия)

Либеральная, прогрессивистская, интернационалистическая и проевропейская партия в Северной Ирландии. Пользуется поддержкой британской партии либеральных демократов. Стремится устранить разделение между католиками и протестантами (а также юнионистами и республиканцами) в Северной Ирландии.
- Зелёная партия Англии и Уэльса

Экологическая, экосоциалистическая, проевропейская и антимонархическая партия.

## Партии, представленные на национальном или региональном уровне
| Партия                                        | Представительство           | Представительство   | Представительство             | Представительство           | Комментарии |
| Партия                                        | Палата общин Великобритании | Парламент Шотландии | Национальная ассамблея Уэльса | Ассамблея Северной Ирландии | Комментарии |
| --------------------------------------------- | --------------------------- | ------------------- | ----------------------------- | --------------------------- | --- |
| Консерваторы                                  | 365                         | 31                  | 11                            | 0                           | Правоцентристская или правая; поддерживает политику свободного рынка; выступает против европейской интеграции. |
| Лейбористы                                    | 202                         | 23                  | 29                            | —                           | Традиционно левая партия (сейчас, скорее, ближе к центру); в союзе с профсоюзами; в настоящее время поддерживает свободный рынок, отойдя от старой социалистической платформы; поддерживает европейскую интеграцию. |
| Шотландская национальная партия               | 47                          | 61                  | —                             | —                           | Шотландская сепаратистская, социал-демократическая, националистическая и проевропейская партия. Также рассматривается в качестве универсальной политической организации. Партия поддерживает идею проведения повторного референдума о членстве Великобритании в Европейском союзе. |
| Либеральные демократы                         | 11                          | 5                   | 1                             | —                           | Либеральная, социал-либеральная и проевропейская партия. Высказывается в поддержку стратегии так называемого «народного голосования», которая предусматривает, что любой договор по брекситу, согласованный правительством Великобритании с Европейским Союзом, должен быть вынесен на референдум. |
| Демократическая юнионистская партия           | 8                           | —                   | —                             | 27                          | Юнионистская, национал-консервативная, социал-консервативная и евроскептическая партия, выступающая за сохранение Северной Ирландии в составе Соединённого Королевства. Ратует за выход Великобритании из Европейского союза после подписания предварительного договора с ЕС. |
| Шинн Фейн                                     | 7                           | —                   | —                             | 26                          | Ирландская республиканская партия, программные установки которой ориентированы на демократический социализм. Активна как в Северной Ирландии, так и в Республике Ирландия. Представители «Шинн Фейн» по идейным соображениям не занимают выигранных мест в Палате общин Соединённого Королевства. Поскольку большинство избирателей на севере Ирландии высказалось против выхода Великобритании из Европейского союза, партия выступает за предоставление Северной Ирландии особого статуса внутри ЕС. |
| Плайд Камри — Партия Уэльса                   | 4                           | —                   | 10                            | —                           | Социал-демократическая, сепаратистская, националистическая и проевропейская партия в Уэльсе. Эволюция идеологических основ и стратегии партии привела к тому, что «Плайд Камри» с течением времени начала ориентироваться на инклюзивный, гражданский вариант национализма. Поддерживает идею «народного голосования». В случае выхода Великобритании из ЕС без проведения «народного голосования» считает необходимым организацию референдума о независимости Уэльса.                                 |
| Социал-демократическая и лейбористская партия | 2                           | —                   | —                             | 12                          | Социал-демократическая, республиканская, прогрессивно-националистическая и проевропейская партия в Северной Ирландии. В отличие от представителей «Шинн Фейн», члены СДЛП в случае избрания в британский парламент принимают участие в работе Палаты общин. |
| Альянс (Северная Ирландия)                    | 1                           | —                   | —                             | 7                           | Либеральная, прогрессивистская, интернационалистическая и проевропейская партия в Северной Ирландии. Пользуется поддержкой британской партии либеральных демократов. Стремится устранить разделение между католиками и протестантами (а также юнионистами и республиканцами) в Северной Ирландии. Программа «Альянса» включает пункт о необходимости проведения «народного голосования» (второго референдума) по вопросу выхода Великобритании из Европейского союза.                                  |
| Зелёная партия Англии и Уэльса                | 1                           | —                   | 0                             | —                           | Экологическая, экосоциалистическая, проевропейская и антимонархическая партия. Выступает за проведение «народного голосования» по вопросу выхода Великобритании из Европейского союза. |
| Шотландская партия зелёных                    | 0                           | 6                   | —                             | —                           | Экологическая и проевропейская партия, поддерживающая отделение Шотландии от Соединённого Королевства. |
| Партия брексита                               | 0                           | —                   | 4                             | —                           | Евроскептическая и правопопулистская партия, ратующая за выход Великобритании из Европейского союза без предварительного соглашения. |
| Партия независимости Соединённого Королевства | 0                           | 0                   | 1                             | 0                           | Евроскептическая и правопопулистская партия, выступающая за выход Великобритании из Европейского союза без предварительного соглашения и экономический либерализм (свободную рыночную экономику). |
| Ольстерская юнионистская партия               | 0                           | —                   | —                             | 10                          | Юнионистская, консервативная и умеренно-евроскептическая партия в Северной Ирландии. Выступает за выход Великобритании из Европейского союза после подписания соответствующего договора с ЕС. |
| Зелёная партия Северной Ирландии              | 0                           | —                   | —                             | 2                           | Экологическая и проевропейская партия в Северной Ирландии. Выступает против сектантства и не причисляет себя ни к юнионистским, ни к националистическим организациям. Высказывается в пользу «народного голосования» (второго референдума) по вопросу выхода Великобритании из Европейского союза. |
| Люди важнее прибыли                           | 0                           | —                   | —                             | 1                           | Социалистическая и троцкистская партия, основанная в 2005 году членами ирландской Социалистической рабочей партии, поддерживавшей связи с Международной социалистической тенденцией. «Люди важнее прибыли» придерживается евроскептических взглядов. Партия активна как в Северной Ирландии, так и в Республике Ирландия. |
| Традиционный юнионистский голос               | —                           | —                   | —                             | 1                           | Юнионистская, национал-консервативная и евроскептическая партия в Северной Ирландии. |